# ZYX Music
ZYX Music GmbH & Co. KG — німецький лейбл звукозапису, заснований у 1971 році Бернхардом Мікульським.
Це один з найуспішніших німецьких звукозаписних лейблів 1980-х і 1990-х років. До 1992 року лейбл називався Pop-Import Bernhard Mikulski. Лейбл спеціалізувався на диско, ранній хаус-музиці та техно 1990-х років. Засновнику Бернхарду Мікульському приписують винахід терміна «Italo disco» у 1980-х роках. Після смерті Бернхарда в 1997 році студія перейшла у власність до його вдови Крісті Мікульскі.
Штаб-квартира ZYX Music знаходиться в Меренберґу, Німеччина, також лейбл має офіси в США та деяких європейських країнах. ZYX випускає платівки в різних жанрах, включаючи техно, хіп-хоп, фанк, рок і поп. Варто відзначити, що станом на сьогодні ZYX володіє багатьма правами на деякі німецькі лейбли, такі як Ohr, Pilz та Kosmische Kuriere, а також відповідає за перевидання багатьох альбомів від фрі-джаз/авангардного лейбла ESP-Disk. До 2005 року ZYX Music мала ліцензію на виробництво Fantasy Records в Європі.
Під маркою Zyx Classic перевидано на компакт-дисках низку значних записів класичної музики, включаючи видання Бетховена.